# Carlos V a caballo en Mühlberg
El retrato ecuestre de Carlos V en Mühlberg es un cuadro pintado al óleo sobre lienzo por el pintor veneciano Tiziano Vecellio en 1548. Mide 335 cm de alto y 283 cm de ancho. Se exhibe actualmente en el Museo del Prado de Madrid. 
El artista veneciano lo realizó para representar al emperador del Sacro Imperio Romano y rey de España, Carlos I, como triunfador en la batalla de Mühlberg (24 de abril de 1547). Es un cuadro de extraordinario valor histórico y que ejerció gran influencia en la época barroca.

## Descripción

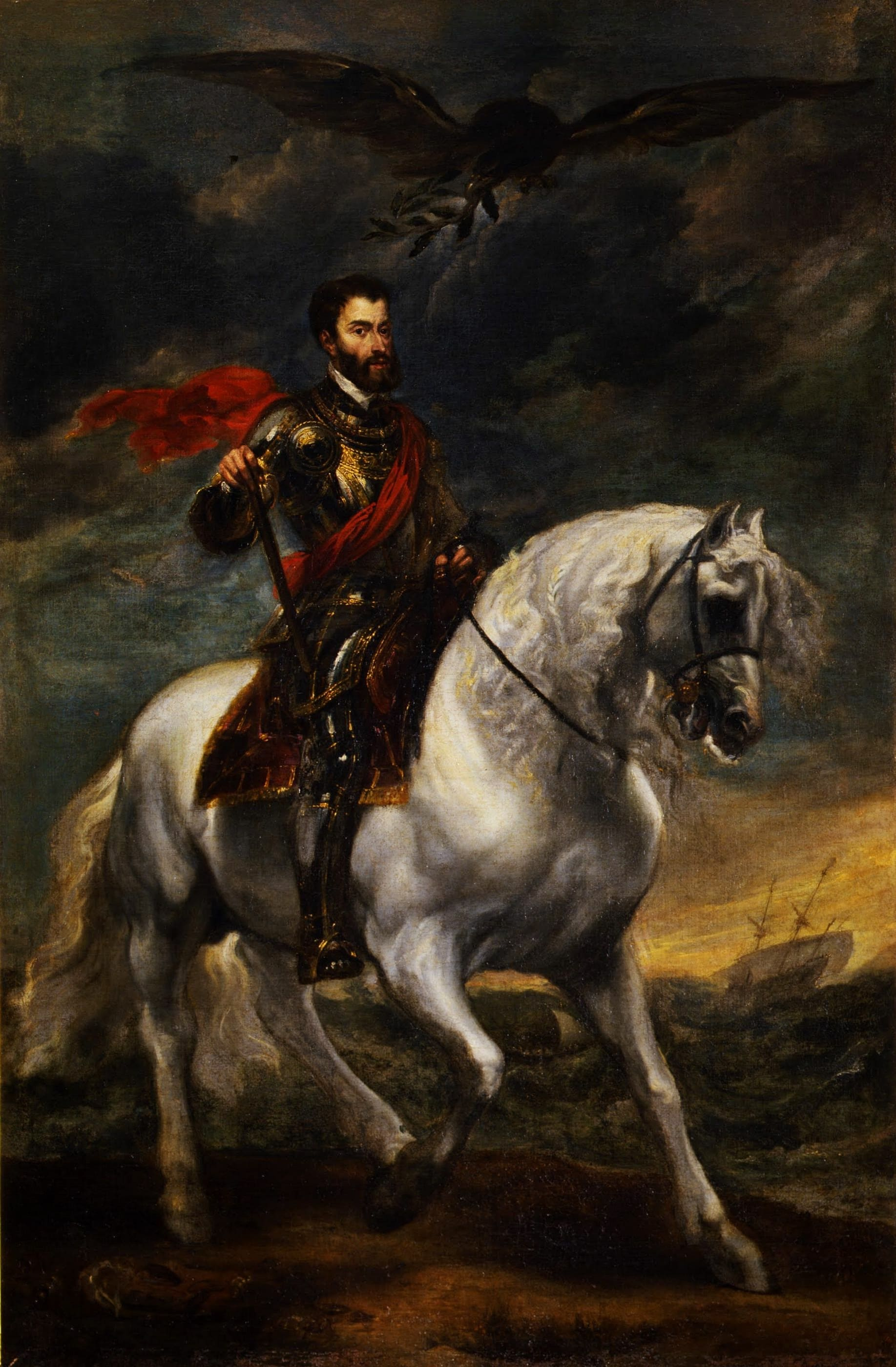
Retrato barroco posterior al cuadro de Tiziano. Retrato de Carlos V a caballo de Anton van Dyck.

El cuadro conmemora la victoria de Carlos V sobre la Liga de Esmalcalda, que se oponía a su autoridad imperial y defendía el protestantismo, en la batalla de Mühlberg, acaecida el año anterior. Muestra al emperador a caballo, detenido frente al río Elba; detrás de él, sólo un bosque. Tanto la luz como los colores son cálidos, rojos, ocres. El rostro del emperador está serio e impasible. Tiziano fue muy hábil, al suavizar los rasgos menos agraciados del monarca (el prognatismo).
Vencedor en Mühlberg, es un retrato que resulta el mejor ejemplo de la larga relación de mecenazgo entre la monarquía española y los artistas, de la cual son herederas las colecciones del Museo del Prado y Patrimonio Nacional. El cuadro representa el mito del poder al que se otorga una carga heroica. En su rostro parece leerse la victoria, y un perfil inconfundible centra una extraordinaria armonía cromática de destellos rojos. La figura, como encerrada en su armadura, en contraste con el campo desolado, parece haber perdido el componente humano en favor del mito del poder real.
En un retrato ecuestre donde el emperador se nos muestra como un «soldado de Cristo» en defensa de la cristiandad atacada desde su propio interior por el protestantismo. Lleva dos armas: una larga lanza, que recuerda a San Jorge (quien según la leyenda mató a un dragón, bestia asociada a la herejía), y una pistola de rueda en el arzón. De todas formas, la pintura no quiso hacer énfasis en la derrota militar, y el paisaje del fondo es plácido, sin tropas ni representación alguna de los enemigos derrotados. Se suele comentar que el escritor Pietro Aretino sugirió para esta obra una composición más aduladora y sofisticada, con elementos alegóricos y la presencia de los enemigos derrotados bajo las patas del caballo; pero Tiziano prescindió de todo ello.
En esta obra, Tiziano resume los antiguos ideales caballerescos de Borgoña, que el emperador conocía, junto con abundantes referencias al mundo clásico. Carlos V solía ser llamado Cesar Carolus, en un afán por relacionarlo con los emperadores romanos. Tiziano combina los estereotipos de caballero medieval y de caudillo imperial, y crea de esta manera el mejor resumen de una imagen pública tan compleja como fue la de Carlos V, quien tenía que gestionar y mantener unido un imperio transoceánico con múltiples lenguas y culturas.
Parece que el cuadro no fue encargado por el monarca, sino por su hermana María de Hungría. Una anécdota repetidamente contada es que el lienzo fue derribado por un golpe de viento mientras se secaba al aire libre, quedando rasgado en la grupa del caballo. La rotura, cuentan, fue reparada por otro artista, Christoph Amberger. Las radiografías confirman la existencia de tal daño.
Colgado siempre en lugar preferente en los diferentes palacios reales que el rey se hizo construir en España, el cuadro sufrió daños en el incendio del Alcázar de Madrid en 1734. Se atribuye a ese siniestro la pérdida de lienzo original en los bordes, que es especialmente importante en el ángulo superior izquierdo, que hubo de rehacerse cosiendo otro lienzo. Esto pudo deberse a que la obra fue cortada apresuradamente de su marco para salvarla de las llamas. El calor del incendio hubo de ser el causante del oscurecimiento de la zona inferior, donde los colores de la tierra y la hierba se ven quemados y reducidos a un ocre oscuro. Afortunadamente, las partes esenciales se conservan mejor y actualmente se aprecian como si subsistiesen intactas, gracias a una restauración, efectuada entre los años 2000 y 2001, que dio pie a una pequeña exposición con su correspondiente catálogo. 
En el siglo XIX la obra ingresó, junto con una parte importante de la colección real española, en las colecciones del Museo del Prado, donde en la actualidad se exhibe en la sala 27.

## Curiosidades
El mismo tema de la batalla de Mühlberg fue representado pocos años después por Martin van Heemskerck, en un diseño grabado por Coornhert. Pero lo hizo de manera fantasiosa, con una estética manierista. Por el contrario, Tiziano muestra aquí al emperador con el atuendo que realmente llevó en la batalla. Como dato curioso, la armadura, labrada en oro y plata, se conserva en la Real Armería del Palacio Real de Madrid, junto con las galas del caballo. Tiziano pintó todos los elementos con minuciosidad, dentro de su técnica más bien suelta que da prioridad al color sobre las líneas.

## Copias y estampas
Una copia del cuadro de Tiziano, pintada por Alonso Sánchez Coello, se conserva en el Hospital Tavera de Toledo . Otra copia o versión, de autoría sin aclarar, constaba a finales del siglo XVIII en la Colección Orleans de París; como testimonio de ella queda un grabado de Alexandre Massard que se incluyó en un catálogo ilustrado de dicha colección (hay un ejemplar de dicho grabado en el Museo Británico ). El Courtauld Institute of Art de Londres guarda otra copia limitada al busto del monarca, pero de mayor interés: la pintó Rubens durante su estancia en Madrid en 1628-29 . De esta copia derivan dos grabados, de Theodor van Kessel y Coenraet Waumans, que contribuyeron a difundir la efigie.

## Gallería

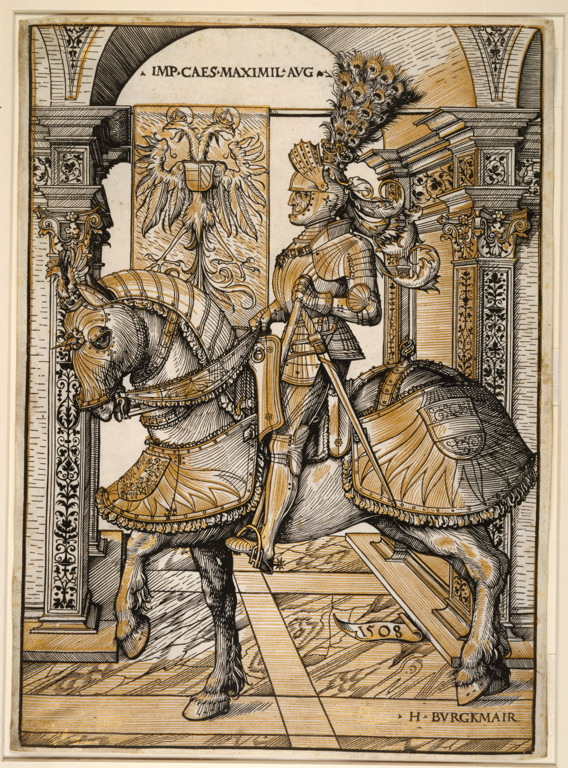
Xilografía de Hans Burgkmair que representa a Maximiliano I, emperador del Sacro Imperio Romano Germánico (1508)
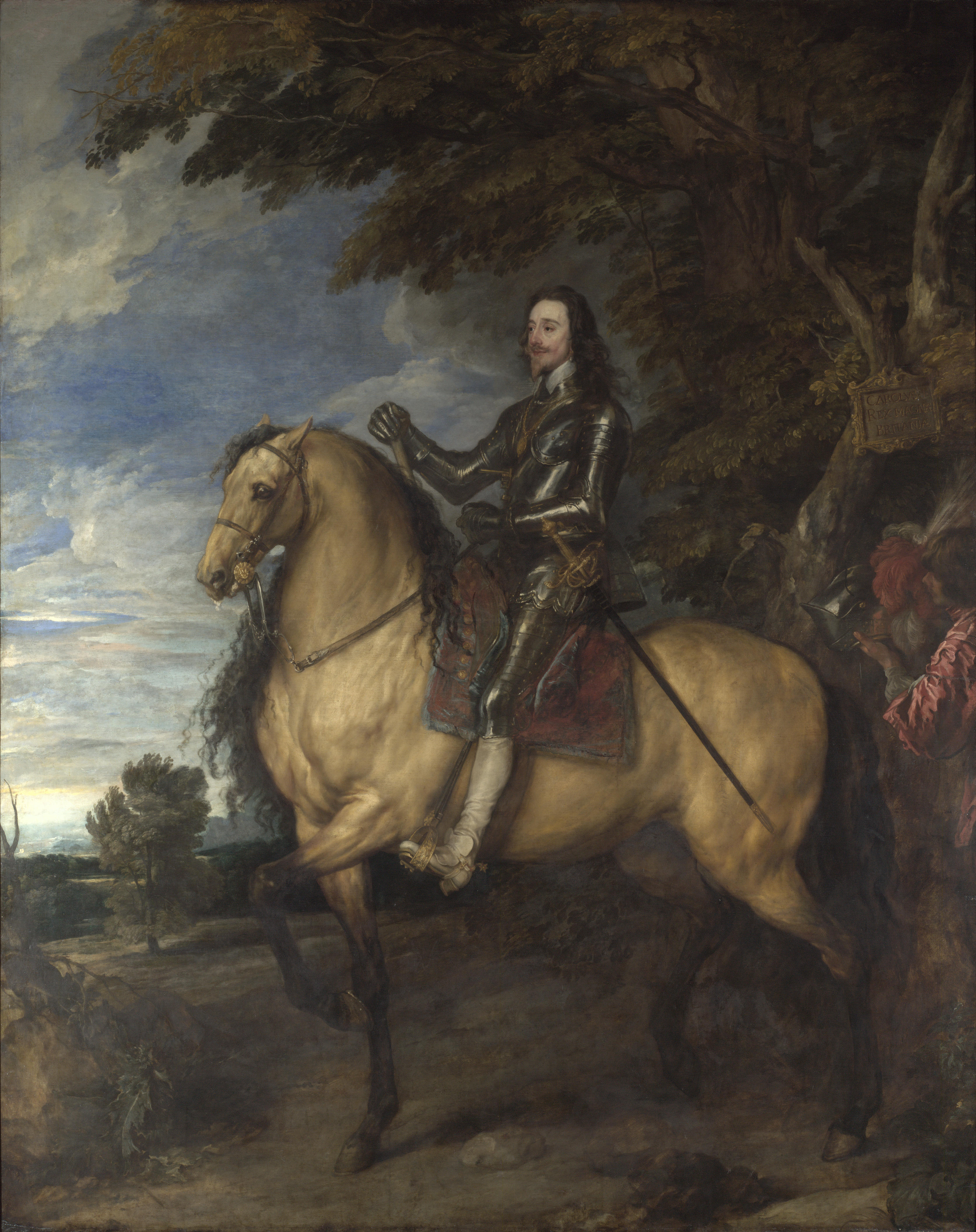
Retrato ecuestre de Carlos I, Anton van Dyck, c. 1637–38
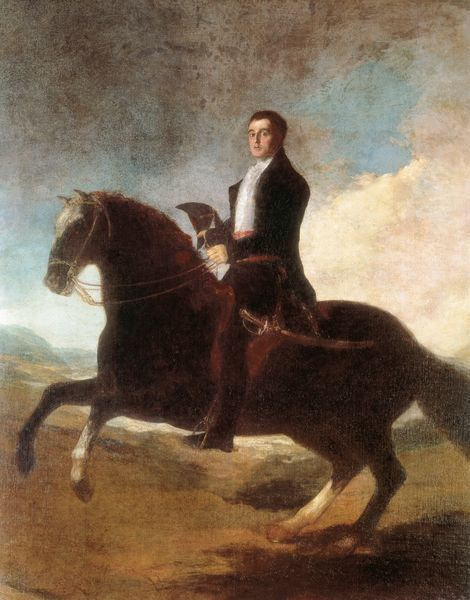
Retrato ecuestre del I duque de Wellington, Francisco de Goya, 1812
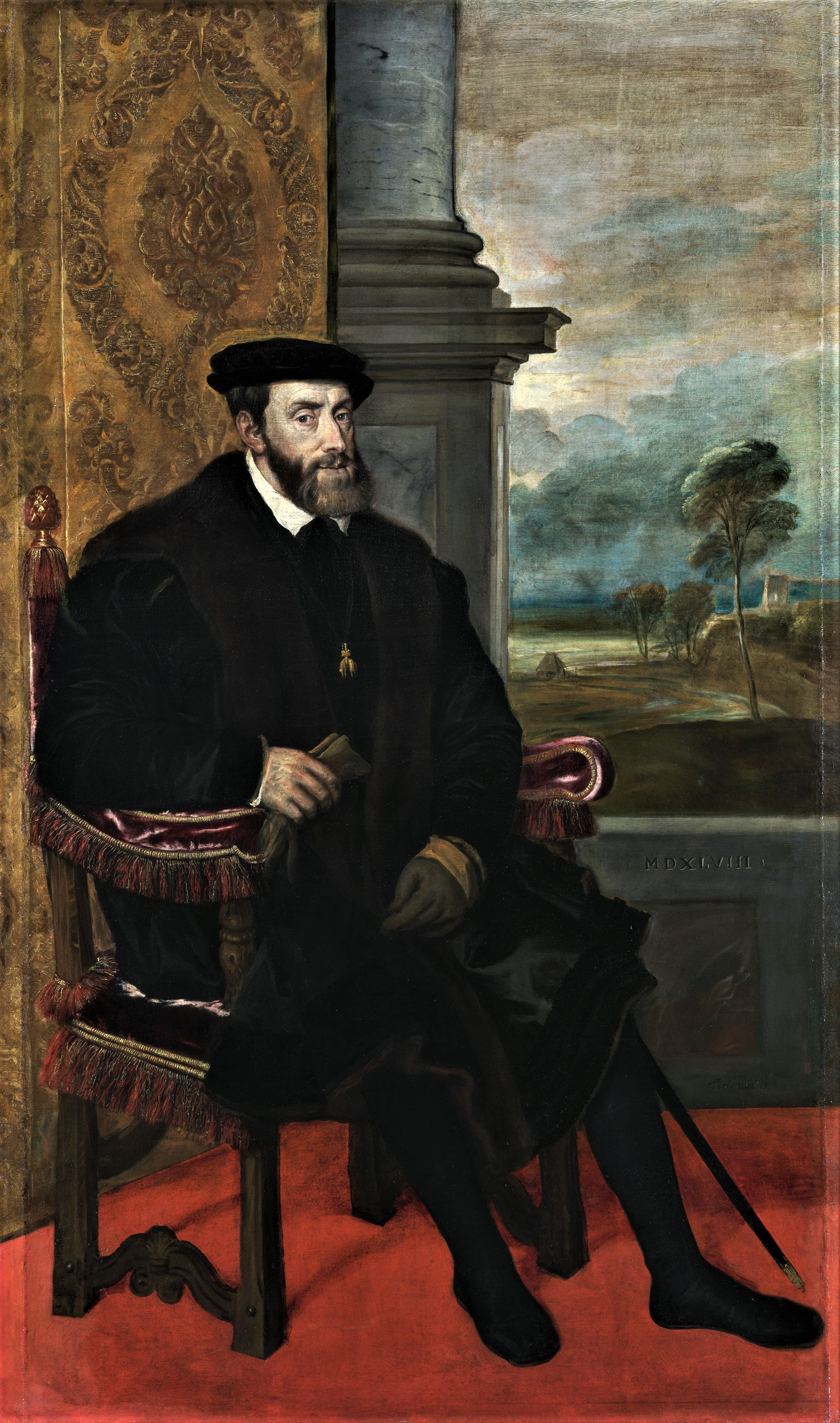
El retrato sentado pintado en el mismo período, 1548, Alte Pinakothek, Múnich.